# 91-ша окрема бригада підтримки (Україна)
91-ша окрема Охтирська бригада підтримки (91 ОБрП, в/ч А0563) — формування інженерних військ у складі Сухопутних військ України чисельністю в бригаду. Дислокується у м. Охтирка Сумської області.

## Історія
Після розпаду СРСР у 1992 році 91-ша інженерно-саперна бригада Радянської армії увійшла до складу Збройних сил України.
Полк брав участь в численних миротворчих місіях за кордоном, а також в ліквідації наслідків надзвичайних ситуацій та стихійних лих в Україні:
- ліквідація аварій на складах боєприпасів (Артемівськ, Новобогданівка, Лозова);
- будування низьководних мостів, посилення дамб, мостів і шляхів;
- ліквідація снігових заметів та відновлення руху на автошляхах Охтирщини і сусідніх районів.

У січні 2012 року інженери з'єднання допомагали ліквідовувати наслідки аварії вантажного потягу поблизу міста Тростянець на Сумщині.
У військовій частині займаються шефською роботою, зокрема за полком закріплена Правдинська школа-інтернат у села Іванівка в Охтирському районі.[джерело?]

### Російсько-українська війна
Після початку російського вторгнення до Криму у 2014 році, підрозділи полку були відправлені на полігон для навчань.
З березня 2014 року полк займався інженерними роботами у Харківській, Донецькій та Луганській областях. Зокрема, вже 26 березня 2014 року частини полку були передислоковані на кордон з РФ у Луганській області.
У боях під Іловайськом підрозділи 91-го інженерного полку і саперів 51-ї механізованої бригади облаштовували і мінували позиції поблизу с. Агрономічне на Донеччині. 26 серпня 2014 року на цих позиціях вдалося підбити і захопити трофеєм танк Т-72Б3 6-ї танкової бригади РФ.
У листопаді 2014 року інженери полку готували позиції поблизу м. Курахового на Донеччині.
Станом на грудень 2014 року, понад 200 бійців полку взяло участь у боях війни. На той час 4 бійців перебувало безпосередньо у Донецькому аеропорту, 3 лікувалися у шпиталі.
Станом на листопад 2015 року, бої на сході пройшли понад 650 військовослужбовців полку.
На початку червня 2019 року військовослужбовці 91-го окремого полку оперативного забезпечення відбули з черговою миротворчою місією Національного Контингенту в Республіку Косово. Основне завдання військовослужбовців на території Косово — розмінування, пошук вибухонебезпечних предметів, забезпечення свободи пересування миротворчих підрозділів KFOR, а також відновлення інфраструктури.
23 серпня 2021 року полку було присвоєно почесне найменування «Охтирський».
27 серпня 2021 року голова СУВД митрополит ПЦУ Іоан (Яременко) із капеланами освятив капличку у військовій часині А0563.[джерело?]

### Російське вторгнення в Україну (2022)
24 лютого 2022 року полк прийняв на себе перший масований удар російських військ. У перші дні полк разом з суміжними підрозділами обороняв місто і завдав ворогу значних втрат.
26 лютого по казармі і санітарній частині полку був завданий авіаудар, внаслідок якого загинули понад 70 солдатів і офіцерів.
На 2023 рік мав назву 91 окремий Охтирський полк підтримки.
З кінця січня 2025 року в офіційних соцмережах з'єднання фігурувало як 91-ша окрема Охтирська бригада підтримки.[неякісне джерело]

## Структура[19]
- Декілька інженерно-саперних батальйонів
- Батальйон матеріально-технічного забезпечення
- Рота розмінування
- Механізована рота
- Батальйон фортифікаційних робіт
- Рота водозабезпечення
- Медична рота
- Підрозділ логістики і ремонту
- Штабна рота

## Оснащення[20]
- Екскаватори і бульдозери
- ІМР-2
- МДК-3
- Мостоукладальники, автокрани, саперне обладнання, міношукачі і комплекти розмінування
- Бронетехніка: БТР і МТ-ЛБ
- Стрілецька зброя (АК, ПКМ і РПГ)
- Автомобілі КРАЗ, МАЗ, MAN і спецтранспорт
- З 2022 року частина техніки, сучасні екскаватори, західні вантажівки і обладнання передані міжнародними партнерами

## Командування
- 1992—2002: полковник Вдовичен Василь Миколайович[21][22]
- 2002—2009: полковник Возницький Юрій Володимирович[23][22]
- 2009—2014: полковник Яковець Олександр Васильович[24][22]
- 2014: т.в.о. Керничний Роман[4]
- 2014—2018: полковник Яковець Олександр Васильович[25][22]
- з 2018: полковник Дикий Денис Леонідович[26]

## Втрати

### 2014
- 14 липня 2014 — Саліпа Сергій Дмитрович, капітан. Загинув в районі с. Дмитрівка Шахтарського району Донецької області, підірвавшись на фугасі.
- 9 серпня 2014 — Білан Руслан Миколайович, старший солдат. Загинув в районі с. Степанівка Шахтарського району Донецької області під час танкового обстрілу.
- 29 серпня 2014 — Бережний Юрій Олександрович, сержант. Загинув під час виходу з оточення під Іловайськом Донецької області.
- 23 листопада 2014 — Ніколенко Павло Вікторович, солдат. Загинув на блокпосту «Ворота» в районі м. Дебальцеве Донецької області під час обстрілу з РСЗВ «Град».

### 2019
- 15 листопада 2019 — Мовчан Дмитро Сергійович, штаб-сержант. Загинув біля міста Балаклія Харківської області при виконанні планових робіт з утилізації залишків боєприпасів.[27]
- 15 листопада 2019 — Ярмак Денис Миколайович, старший солдат. Загинув біля міста Балаклія Харківської області при виконанні планових робіт з утилізації залишків боєприпасів.[27]

### 2022
- 26 лютого 2022 — Дульський Денис Валентинович, старший солдат.
- 26 лютого 2022 — Більченко Вадим Анатолійович, майстер-сержант.[28]
- 26 лютого 2022 — Богородський Максим Михайлович, старший сержант.[29]
- 26 лютого 2022 — Бондарь Сергій Анатолійович, старший солдат.[30]
- 26 лютого 2022 — Бочаров Ігор Віталійович, старший солдат.[31]
- 26 лютого 2022 — Бочкар Віталій Вікторович, штаб-сержант.[32]
- 26 лютого 2022 — Волков Василь Миколайович.[33]
- 26 лютого 2022 — Головянко Денис Олександрович, штаб-сержант.[34]
- 26 лютого 2022 — Гомаз Артур Анатолійович, солдат.[35]
- 26 лютого 2022 — Горобець Руслан Миколайович, солдат.[36]
- 26 лютого 2022 — Грешило Олександр Сергійович, старший солдат.[37]
- 26 лютого 2022 — Демиденко Володимир Сергійович, старший сержант.[38]
- 26 лютого 2022 — Дуберт Олег Григорович, майор.[39]
- 26 лютого 2022 — Дьо Дмитро Едуардович, майор.[40]
- 26 лютого 2022 — Дьяченко Юрій Олександрович, старший лейтенант.[41]
- 26 лютого 2022 — Єгоров Юрій Павлович, старший сержант.[42]
- 26 лютого 2022 — Жмурко Юрій Володимирович, солдат.[43]
- 26 лютого 2022 — Журба Ігор Миколайович, солдат.[44]
- 26 лютого 2022 — Загрунний Сергій Михайлович, майстер-сержант.[45]
- 26 лютого 2022 — Іваненко Олександр Миколайович, старший сержант[46]
- 26 лютого 2022 — Ковальов Олексій Іванович, штаб-сержант.[47]
- 26 лютого 2022 — Козирка Андрій Віталійович.[48]
- 26 лютого 2022 — Козирка Олександр Віталійович.[49]
- 26 лютого 2022 — Колісник Анатолій Андрійович, старший сержант.[50]
- 26 лютого 2022 — Коломієць (Рубякіна) Анна Віталіївна, молодший сержант.[51]
- 26 лютого 2022 — Комарніцький Олексій Миколайович, майор.[52]
- 26 лютого 2022 — Кондрашевський Віталій Олександрович, головний сержант.[53]
- 26 лютого 2022 — Коновалов Максим Валерійович.[54]
- 26 лютого 2022 — Котляр Ігор Олегович, майор.[55]
- 26 лютого 2022 — Котляревський Родіон Юрійович, солдат.[56]
- 26 лютого 2022 — Коцупій Сергій Владиславович, майор.[57]
- 26 лютого 2022 — Купрієв Володимир Миколайович, майстер-сержант.[58]
- 26 лютого 2022 — Кушта Олександр Григорович, старший солдат.[59]
- 26 лютого 2022 — Ладур Олександр Михайлович, солдат[60]
- 26 лютого 2022 — Лейба Сергій Васильович, старший солдат.[61]
- 26 лютого 2022 — Лисенко Едуард Олександрович, старший солдат.[62]
- 26 лютого 2022 — Ломакін Віталій Анатолійович, старший солдат.[63]
- 26 лютого 2022 — Ломакін Олександр Анатолійович, штаб-сержант.[64]
- 26 лютого 2022 — Місяць Андрій Васильович, капітан медичної служби.[65]
- 26 лютого 2022 — Пелешенко Павло Павлович, підполковник.[66]
- 26 лютого 2022 — Попільнюх Олександр Миколайович, солдат.[67]
- 26 лютого 2022 — Рожко Микола Анатолійович.[68]
- 26 лютого 2022 — Сержантов Геннадій Андрійович, старший солдат.[69]
- 26 лютого 2022 — Січкаренко Віталій Миколайович, капітан.[70]
- 26 лютого 2022 — Сук Ігор Анатолійович, капітан.[71]
- 26 лютого 2022 — Тищенко Віктор Іванович, солдат.[72]
- 26 лютого 2022 — Усов Анатолій Миколайович, старший солдат.[73]
- 26 лютого 2022 — Черкашин Олександр Олексійович, солдат.[74]
- 1 березня 2022 — Борисенко Максим Вячеславович, солдат.[75]
- 2 березня 2022 — Триндін Олексій Павлович, штаб-сержант.[76]
- 22 червня 2022 — Єфременюк Віталій Ігорович, майор.[77]
- 21 вересня 2022 — Карпенко Валерій Олегович, молодший сержант.[78]

### 2024
- 15 березня 2024 — Матренчук Олександр Васильович, старший солдат.[79]
- 15 березня 2024 — Міщанін Максим Іванович, головний сержант.[80]
- 15 березня 2024 — Шейко Леонід Васильович, головний сержант.[81]
- 20 липня 2024 — Дубовик Сергій Миколайович, старший солдат.[82]

### 2025
- 15 січня 2025 — Синявський Денис Олександрович, старший солдат.[83]
- 3 лютого 2025 — Федюк Іван Васильович, старший солдат.[84]
- 3 лютого 2025 — Сізов Денис Олександрович, старший солдат.[85]
- 24 лютого 2025 — Шабанов Петро Віталійович, солдат.[86]
- 29 березня 2025 — Горох Роман Миколайович, старший солдат.[87]

## Традиції
У 2014 році в полку святкували 40-річчя заснування.
23 серпня 2021 року, з метою відновлення історичних традицій національного війська щодо назв військових частин, зважаючи на зразкове виконання покладених завдань, високі показники в бойовій підготовці, з нагоди 30-ї річниці незалежності України, полку було присвоєно почесне найменування «Охтирський».
14 жовтня 2021 року на острові Хортиця президент і Верховний головнокомандувач Збройних сил України під час урочистої церемонії вручення бойових прапорів та почесних найменувань військовим підрозділам з метою відновлення історичних традицій, національного війська щодо назв військових частин, враховуючи бойові заслуги, мужність, високий професіоналізм і зважаючи на зразкове виконання поставлених завдань особовому складу, наголосив що 91-му окремому полку оперативного забезпечення присвоєно почесне найменування «ОХТИРСЬКИЙ» та надалі найменувати його: «91 Охтирський окремий полк оперативного забезпечення».[джерело?]
6 грудня 2023 року полк отримав почесну відзнаку «За мужність та відвагу», а також був названий в указі як 91 окремий Охтирський полк підтримки.

## Нагороди
Найвищими державними нагородами відзначені:
- Денис Дикий — полковник, командир Охтирського гарнізону. Герой України (2022).[88]
- Федір Кіселар — молодший сержант. Герой України (2025).[89]

### Відео
- Особовий склад 91 інженерного полку проводить навчання на полігоні військової частини [Архівовано 10 жовтня 2021 у Wayback Machine.] // Телеканал Пульсар, 17 березня 2014
- 91-й окремий Охтирський полк оперативного забезпечення — Шеврони, що наближають перемогу України / ВІДЕО // Інтернет-радіо Holos fm, 2023